# Preguinho
João Coelho Neto, dit Preguinho (Rio de Janeiro, 8 février 1905 - Rio de Janeiro, 1er octobre 1979), était un footballeur brésilien.

## Biographie
Il participa notamment à la coupe du monde de 1930 où il marqua 3 buts. Il jouait au poste d'attaquant. Sa carrière se déroula dans le club du Fluminense FC de 1925 à 1935 et de 1937 à 1938.
João Coelho Neto était un athlète complet. Il joua pour le Fluminense dans huit sports différents : football, volley, basket, water polo, plongeon artistique, natation, hockey sur gazon et athlétisme. Il y rapportera 387 médailles et 55 titres à son club.
Le club lui attribua, en 1952, le premier titre de grande benemérito atleta (« grand athlète émérite » en français).

## Sources
- (pt) Cet article est partiellement ou en totalité issu de l’article de Wikipédia en portugais intitulé « João Coelho Netto » (voir la liste des auteurs).